# Палиоеклисия (Въртокоп)
Палиоеклисия (на гръцки: Παλαιοεκκλησία) е археологически обект край воденското градче Въртокоп (Скидра), Гърция.
Обектът представлява праисторическа гробищна могила. В 1976 година е обявен за защитен археологически паметник.